# W. L. Mooty
William L. „W. L.“ Mooty (* 16. Juni 1906 im Grundy County, Iowa; † 23. Mai 1992) war ein US-amerikanischer Politiker. Zwischen 1961 und 1965 war er Vizegouverneur des Bundesstaates Iowa.

## Werdegang
Nach einem Jurastudium an der University of Iowa und seiner Zulassung als Rechtsanwalt begann W. L. Mooty in diesem Beruf zu arbeiten. Außerdem war er als Farmer in der Landwirtschaft tätig. Während des Zweiten Weltkrieges diente er in den Luftstreitkräften des Heeres. Politisch schloss er sich der Demokratischen Partei an. Er wurde Mitglied im Gemeinderat von Grundy Center. In den Jahren 1957 und 1958 gehörte er dem Repräsentantenhaus von Iowa an, dessen Präsident er war.
1960 wurde Mooty an der Seite von Norman A. Erbe zum Vizegouverneur von Iowa gewählt. Dieses Amt bekleidete er zwischen 1961 und 1965. Dabei war er Stellvertreter des Gouverneurs und Vorsitzender des Staatssenats. Seit 1963 diente er unter dem neuen Gouverneur Harold Hughes. Nach dem Ende seiner Zeit als Vizegouverneur ist er politisch nicht mehr in Erscheinung getreten. Er starb am 23. Mai 1992.